# In Celebration
Pour plus de détails, voir Fiche technique et Distribution.
In Celebration est un film britannique réalisé par Lindsay Anderson, sorti en 1975.
Le film a pour cadre le monde des mineurs.

## Fiche technique
- Titre : In Celebration
- Titre original : In Celebration
- Réalisation : Lindsay Anderson
- Scénario : David Storey d'après sa pièce
- Images : Dick Bush
- Musique : Christopher Gunning
- Production : Ely A. Landau, Les Landau (en) et Otto Plaschkes
- Pays d'origine :  Royaume-Uni
- Format : Couleur
- Genre : drame
- Durée : 131 minutes
- Date de sortie : 1975

## Distribution
- Brian Cox : Steven Shaw
- Gabrielle Daye : Mme Burnett
- Bill Owen : M. Shaw
- Alan Bates : Andrew Shaw
- James Bolam : Colin Shaw
- Constance Chapman : Mme Shaw